# Tim Sebastian
Tim Sebastian (ur. 17 stycznia 1984 w Lipsku) – niemiecki piłkarz występujący na pozycji obrońcy. Zawodnik klubu RB Leipzig.

## Kariera
Sebastian jako junior grał w klubach Motor Wolgast, Greifswalder SC oraz Hansa Rostock, do której trafił w 1999 roku. W 2001 roku został włączony do jej rezerw, a w 2004 roku do pierwszej drużyny grającej w Bundeslidze. W tych rozgrywkach zadebiutował 7 listopada 2004 roku w przegranym 0:4 pojedynku z VfB Stuttgart. 30 kwietnia 2005 roku w wygranym 2:1 spotkaniu z Herthą Berlin strzelił pierwszego gola w Bundeslidze. W tym samym roku spadł z klubem do 2. Bundesligi. W 2007 roku powrócił z nim do Bundesligi. W 2008 roku ponownie spadł z nim jednak do 2. Bundesligi. Wówczas Sebastian opuścił Hansę.
Latem 2009 roku został zawodnikiem pierwszoligowego zespołu Karlsruher SC. Pierwszy ligowy mecz zaliczył tam 16 sierpnia 2008 roku przeciwko VfL Bochum (1:0). Barwy Karlsruher SC reprezentował przez rok. W 2009 roku wrócił do Hansy, a w 2010 roku odszedł do klubu RB Leipzig z Regionalligi Nord.